# My Baby Left Me
«My Baby Left Me» — песня, которую написал американский блюзовый певец Артур Крудап.
Первым исполнителем был сам Крудап. Теперь песня наиболее известна в исполнении Элвиса Пресли. Его версия была издана в 1956 году на стороне Б сингла «I Want You, I Need You, I Love You».
В США в журнале «Билборд» песня «My Baby Left Me» в исполнении Элвиса Пресли достигла 31 места в чарте синглов в жанре поп-музыки (главный хит-парад этого журнала, тогда назывался Top 100, теперь Hot 100), 3 места в чарте синглов в жанре ритм-н-блюза (теперь Hot R&B/Hip-Hop Songs) и 13 места в чарте синглов в жанре кантри (теперь Hot Country Songs).
В 2015 году журналист мемфисской ежедневной газеты The Commercial Appeal Крис Херрингтон в своём списке 50 лучших песен Элвиса Пресли поставил песню «My Baby Left Me» на 35-е место.

## Версия группы Slade

### Чарты
| Чарт (1977)                       | Наив. поз. | Недель в чарте |
| --------------------------------- | ---------- | -------------- |
| Великобритания (UK Singles Chart) | 32         | 4              |